# Vanderhall Brawley
Vanderhall Brawley — малолитражный электромобиль-внедорожник производства Vanderhall Motor Works.

## История
В июле 2021 года компания Vanderhall решила выйти за рамки своего текущего профиля бизнеса, который был сосредоточен на производстве и продаже небольших трёхколёсных спортивных автомобилей. Для разнообразия Brawley приобрёл форму классического полностью электрического четырёхколесного вездехода.
Автомобиль оснащён развитой системой подвески, которая обеспечивает конкурентоспособную езду по бездорожью, чему способствуют 18-дюймовые легкосплавные диски, оснащённые 35-дюймовыми шинами с толстым профилем и глубоким протектором. Также имеются застеклённая крыша и двери, с которых при желании можно снять верхнюю часть кузова. Пассажирский салон, оформленный в минималистичном стиле, отличается тройным расположением аналоговых часов, а также серией переключателей на центральной консоли. По примеру других моделей компании рулевое колесо приобрело форму с тремя спицами.
Производство и продажи Brawley планировалось начать в 2022 году, при этом сбор заказов производился сразу после дебюта в июле 2021 года. Среди рынков сбыта учитывались не только внутренний американский рынок, но и отдельные европейские страны, такие как Германия, включая страны Ближнего Востока.

## Особенности
Vanderhall Brawley приводится в движение четырьмя электродвигателями суммарной мощностью 300 кВт (400 л. с.) и суммарным крутящим моментом 1355 Н⋅м. Аккумуляторная батарея ёмкостью 60 кВт⋅ч обеспечивает запас хода до 321 км без подзарядки. Заряд аккумулятора до 80% возможен с помощью быстрых зарядных устройств напряжением 300 вольт.